# 謝沃湖
謝沃湖是俄羅斯的湖泊，由普斯科夫州負責管轄，位於蘇多姆斯卡亞高地，面積2.4平方公里，集水區面積25.2平方公里，平均水深7.0米，最大水深14.0米，湖中有1個島嶼。